# たつの市立越部小学校
たつの市立越部小学校（たつのしりつ こしべしょうがっこう）は、兵庫県たつの市新宮町中野庄にある公立小学校。
明治時代に建設された仙正小学校と玉水小学校が統合されたもので、建設以来130年以上の歴史を持つ。

## 沿革
- 明治06年（1874年） - 仙正村に仙正小学校が開校された
- 明治08年（1876年） - 玉水小学校が開校された
- 明治24年（1892年） - 仙正小学校と玉水小学校が統合される
- 明治25年（1893年） - 越部村立越部尋常小学校として開校された
- 昭和16年（1941年） - 越部村立越部国民学校と改称された
- 昭和22年（1947年） - 越部村立越部小学校となる
- 昭和40年（1965年） - 創立記念日を7月1日と制定する
- 昭和62年（1987年） - 文部省・日本学校体育研究連合会より学校保健体育指導研究の成果により表彰される
- 平成05年（1993年） - 校訓碑・校訓額を建立設置する
- 平成08年（1996年） - プール壁画完成
- 平成10年（1998年） - 校訓掛軸を作成する（堂野夢酔揮毫）
- 平成17年（2006年） - 市町村合併により「たつの市立越部小学校」となる

新宮地域は少子化による学校小規模化が進行していることから、新宮地域5小1中を統合した施設一体型小中一貫校「はりま新宮小学校」「はりま新宮中学校」を新宮小の敷地一帯に建設することを決め、2028年度の開校を目指して建設を進めることとなった。

## 通学区域が隣接している学校
- たつの市立新宮小学校
- たつの市立東栗栖小学校
- たつの市立揖西東小学校
- たつの市立龍野小学校
- たつの市立小宅小学校
- たつの市立神岡小学校